# Várzea Igreja
Várzea Igreja es una localidad caboverdiana del municipio de São Lourenço dos Órgãos.

## Geografía
La localidad está situada en la isla Santiago.

## Organización territorial
La localidad abarca los lugares y barrios de:
- Armazém
- Serrado
- Várzea Igreja